# Component Library for Cross Platform Development
Die Component Library for Cross Platform Development (kurz CLX) ist, wie die VCL auch, eine Komponentenbibliothek.
Die CLX gibt es für die Entwicklungsumgebungen Delphi (für Windows) und Kylix (für Linux) von Embarcadero Technologies (vormals Borland).
Mit diesen Cross-Platform-Komponenten können Anwendungen erstellt werden, welche sowohl mit Kylix als auch mit Delphi für das jeweilige Betriebssystem kompiliert werden können und eigenständig ausführbar sind. Somit lässt sich aus dem gleichen Quellcode sowohl eine native Linux/X11- wie auch Windows-Anwendung erzeugen.
Da Kylix eingestellt wurde, wird die CLX nicht mehr weiterentwickelt. In neueren Delphi Versionen ist diese zudem nicht mehr enthalten. 